# Club Ittifaq Sportif Marrakech
 (septembre 2021).
Si vous disposez d'ouvrages ou d'articles de référence ou si vous connaissez des sites web de qualité traitant du thème abordé ici, merci de compléter l'article en donnant les références utiles à sa vérifiabilité et en les liant à la section « Notes et références ».
Maillots
Le Club Ittifaq Sportif Marrakech (en arabe : نادي الإتفاق الرياضي المراكشي), plus couramment abrégé en Ittifaq Marrakech, est un club marocain de football fondé en 2011 et basé dans la ville de Marrakech.
Lors de la saison 2015-2016, le club finit huitième (sur seize) du groupe Sud de la Ligue Amateurs 2.
Le club évolue actuellement en National, après avoir été vice-champion de la division Amateurs 1 en 2020-21.

## Palmarès
| Compétitions nationales                               |
| ----------------------------------------------------- |
| - Championnat du Maroc D4 : - Vice-champion: 2020-21. |